# Hulk (fotbollsspelare)
Givanildo Vieira de Souza, känd som Hulk, född 25 juli 1986 i Campina Grande i Paraíba i Brasilien, är en brasiliansk fotbollsspelare som spelar för Atlético Mineiro.
Hulk är känd för sin styrka och teknik som fotbollsspelare. Hans hårda skott är också något som han blivit känd för. Hulk kan spela som både forward och ytter.

## Klubbkarriär
Karriären började i EC Vitória, därefter flyttade han till Japan, och bytte där mellan ett antal klubbar. Men 2009 såldes Hulk till Porto där han spelade ända fram till september 2012, då han blev köpt av ryska  Zenit St. Petersburg. 
I januari 2021 värvades Hulk av Atlético Mineiro, där han skrev på ett tvåårskontrakt. I mars 2022 förlängde Hulk sitt kontrakt fram över säsongen 2024 med option på ytterligare ett år.

## Landslagskarriär
Under sin första tid i det brasilianska landslaget var Hulk inte så omtyckt av fansen på grund av att han slog igenom i Japan och inte i Brasilien. Men efter ett tag glömdes det bort och han blev istället mycket omtyckt av fansen.

## Meriter

### Klubblag
Porto
- Portugisisk ligamästare: 2008/2009, 2010/2011, 2011/2012
- Portugisisk cupmästare: 2008/2009, 2009/2010, 2010/2011
- Vinnare av Supertaça Cândido de Oliveira: 2009, 2010, 2011
- Vinnare av Uefa Europa League: 2010/2011

 Zenit
- Rysk ligamästare: 2014/2015
- Vinnare av Ryska cupen: 2015/2016
- Vinnare av Ryska supercupen: 2015

 Shanghai SIPG
- Kinesisk ligamästare: 2018
- Vinnare av Chinese FA Super Cup: 2019

### Landslag
Brasilien
- OS-silver: 2012
- Vinnare av Fifa Confederations Cup: 2013

### Individuella utmärkelser
- Bästa målskytt i J2 League: 2007
- Årets genombrott i Primeira Liga: 2008/2009
- Årets spelare i Primeira Liga: 2010/2011, 2011/2012
- Årets spelare i Premjer-Liga: 2012/2013
- Bästa högerytter i Premjer-Liga: 2013/2014
- Bästa målskytt i Premjer-Liga: 2014/2015 (15 mål)